# Vlag van Twijzel

Vlag van Twijzel

De vlag van Twijzel is de dorpsvlag van het Nederlandse dorp Twijzel, in de Friese gemeente Achtkarspelen. De vlag werd in 1998 aangenomen en in 1999 geregistreerd. Het ontwerp van de vlag is van de hand van de heer J.C. Terluin uit Beetsterzwaag.

## Beschrijving
De beschrijving van de vlag is als volgt:
Groen met een rode rechthoekige, gelijkbenige broekingsdriehoek; over alles heen een gele gaffel waarvan de armen naar de broekzijde loodrecht op elkaar staan en met een armdikte, gelijk aan 2/5 vlaghoogte; de gele gaffel belegd met een gelijkvormige zwarte gaffel met een armdikte gelijk aan 1/5 vlaghoogte.
De kleuren zijn afkomstig van het dorpswapen en indirect ontleend aan het wapen van Achtkarspelen.

## Symboliek

Zwarte gaffel: stelt de splitsing van wegen voor ter hoogte van Twijzel. De zwarte kleur verwijst naar de onverharde wegen, later verhard met asfalt.
- Gouden gaffel: duidt op de zandgrond van het dorp.[3]